# Melittina nigra
Melittina nigra är en fjärilsart som beskrevs av Le Cerf 1917. Melittina nigra ingår i släktet Melittina och familjen glasvingar. Inga underarter finns listade i Catalogue of Life.